# Conselho Nacional de Juventude (Portugal)

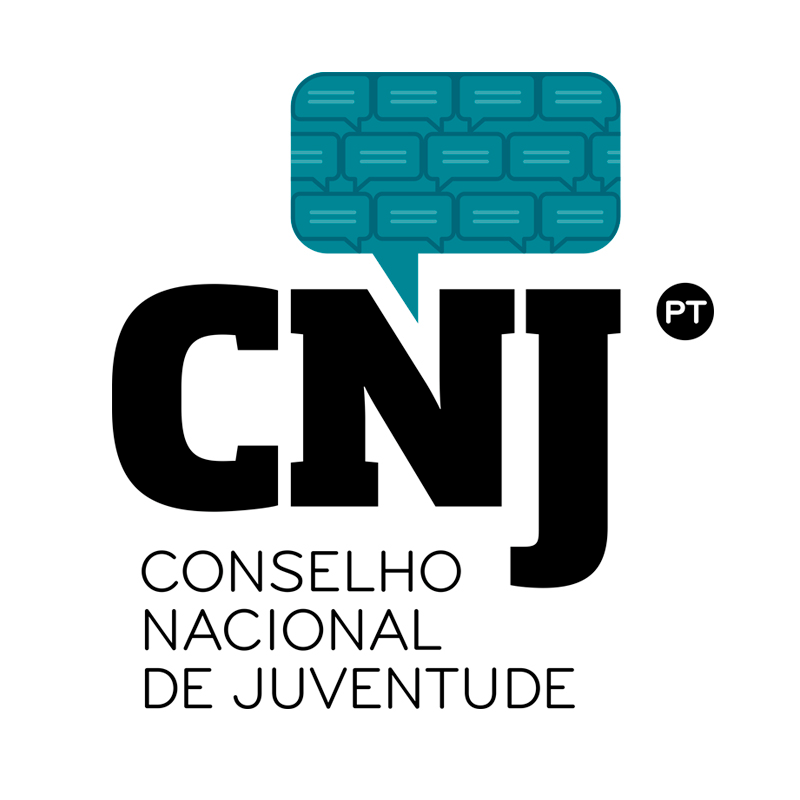
Logótipo do Conselho Nacional de Juventude

O Conselho Nacional de Juventude, ou CNJ, é uma plataforma que representa organizações juvenis de âmbito nacional e cariz cultural, ambiental, escotista, partidário, estudantil, sindicalista ou confessional em Portugal. O CNJ foi criado em 1985.